# Mohamed Boudina
Mohamed Boudina (ur. 22 listopada 1995) – algierski zapaśnik walczący w stylu wolnym. Brązowy medalista mistrzostw Afryki w 2017. Wicemistrz śródziemnomorski w 2016 roku.